# L'Agonie dans le jardin (Le Greco)
L'Agonie dans le jardin ou Jésus au jardin des oliviers est une série de peintures à l'huile sur toile du Greco (1541-1614), ou de son atelier, réalisée à partir de 1590, après son deuxième séjour à Tolède, où transparaît encore l'influence majeure de Titien sur son œuvre. Elle est déclinée selon deux compositions, horizontale ou verticale.

## Description
La série représente l'épisode de la Passion du Christ qui précède son arrestation, désigné sous le terme d'agonie de Jésus-Christ au Jardin des Oliviers. Jésus, accompagné de trois de ses disciples, Pierre, Jean et Jacques, s'est retiré au jardin du mont des Oliviers pour prier. Tandis que ses trois compagnons se sont endormis, Jésus est en proie à une angoisse qui le fait suer du sang quand un ange vient à sa rencontre et lui présente un calice, symbole de son sacrifice. Le Christ, acceptant sa destinée, dit alors : « Père, si tu le veux, éloigne de moi cette coupe ; cependant, que soit faite non pas ma volonté, mais la tienne. »
Qu'il s'agisse de la version horizontale ou verticale de la composition conçue par Le Greco, un ange, au dessus des apôtres endormis, apparaît au Christ tenant un calice à la main. Dans la partie droite, au loin, Judas et un groupe de soldats s'approchent pour arrêter le Christ, dans un paysage aride et sous un ciel de nuit éclairé par la lune. Dans les deux cas, l'ange, Jésus et les soldats sont inscrits dans un diagonale qui exprime l'inéluctabilité du sort du Christ.
Mais dans la version horizontale, les trois disciples sont représentés sans souci des proportions, lovés dans une sorte de grotte qui symbolise le sommeil, tandis que dans la version verticale, ils sont représentés au premier plan, plus grands que le Christ, mais dans l'ombre.

## Série

### Composition horizontale
| Illus. | Musée                 | Ville   | Pays        | Dimensions (cm) | Année        | #   |
| ------ | --------------------- | ------- | ----------- | --------------- | ------------ | --- |
|        | Musée d'Art de Toledo | Toledo  | États-Unis  | 104 × 117       | 1590 (circa) | 90a |
|        | National Gallery      | Londres | Royaume-Uni | 103 × 132       | 1590 (circa) | 90b |
|        |                       |         |             |                 |              | 90c |

### Composition verticale
| Illus. | Musée                             | Ville        | Pays      | Dimensions (cm) | Année        | #    |
| ------ | --------------------------------- | ------------ | --------- | --------------- | ------------ | ---- |
|        | Église Santa María                | Andújar      | Espagne   | 169 × 112       | 1600 - 1605  | 153a |
|        | Musée national des Beaux-Arts     | Buenos Aires | Argentine | 108 × 76        | 1600 - 1607  | 153b |
|        | Musée des Beaux-Arts              | Budapest     | Hongrie   | 170 × 112,5     | 1608 (circa) | 153c |
|        | Palais des Beaux-Arts             | Lille        | France    | 138 × 92        | 1600 - 1610  | 153d |
|        | Collection privée                 |              |           | 75 × 45,1       |              | 153e |
|        |                                   |              |           |                 |              | 153f |
|        | Museo Diocesano de Arte Religioso | Cuenca       | Espagne   | 86 × 50         | 1600 - 1605  | 153g |